# Газарпей-є Джонубі (дегестан)
Газарпей-є Джонубі (перс. هرازپی جنوبی) — дегестан в Ірані, в Центральному бахші, в шагрестані Амоль остану Мазендеран. За даними перепису 2006 року, його населення становило 16404 особи, які проживали у складі 4249 сімей.

## Населені пункти
До складу дегестану входять такі населені пункти:
- Аб-Сарафт
- Аганґар-Кола
- Ака-Могаммадабад
- Алі-Кола-є Агі
- Аскі-Магаллє
- Бамоті
- Бахтіяр-Коті
- Біш-Магаллє
- Гаре-Пак
- Гемматабад
- Госейнабад
- Джамшідабад
- Джафарабад
- Загеде
- Каді-Магаллє
- Каманґар-Кола
- Келікан
- Когне-Дан
- Кола-Магаллє
- Кола-Сафа
- Корок
- Латі-Кола
- Масумабад
- Міян-Руд
- Нов-Дех
- Нов-Кола
- Овджіябад
- Паша-Кола
- Паша-Кола-є Біш-Магаллє
- Пулі-Кіяде
- Рафіабад
- Рудбар
- Садін-Кола
- Санґ-е Баст
- Тамеск
- Фарагабад
- Хараб-е Міян-Руд
- Шарм-Кола
- Шейхабад